# Politics as Usual
Politics As Usual è il secondo album del rapper statunitense Termanology, pubblicato il 30 settembre 2008.

## Tracce
1. It's Time
2. Watch How It Go Down
3. Respect My Walk
4. Hood Shit (feat. Prodigy)
5. Float
6. Please Don't Go
7. How We Rock (feat. Bun B)
8. Drugs Crime Gorrilaz (feat. Freeway & Sheek Louch)
9. In The Streets (feat. Lil' Fame)
10. So Amazing
11. Sorry I Lied To You
12. We Killin' Ourselves
13. The Chosen

## Bonus track
1. Fly Away
2. Hold That

## Classifiche

### Classifiche settimanali
| Classifica (2008)     | Posizione massima |
| --------------------- | ----------------- |
| US Heatseekers Albums | 37                |